# Peder Vogelius
Peder Mogensen Vogelius (født 10. november 1741 i Hundslund, død 2. maj 1787 i København) var en dansk præst, der ud over hvervet som sognepræst i Helligåndskirken (fra 1777 til 1787), gjorde sig bemærket med et par prisvindende taler om Absalon og Knud den Store. 
Peder Vogelius blev født i Hundslund ved Århus som søn af provst og sognepræst Mogens Vogelius (1707-1775) og dennes hustru Anna Kirstine Jensdatter Vogelius (født Mouritsen i 1718, død 1751), som selv var præstedatter fra Hundslund. 
Han blev undervist hjemme af huslærere, sidst i henved 3 år af Ove Høegh-Guldberg, den senere statsminister, indtil han 1756 kom i Århus skole, hvorfra han dimitterede i 1757 og gik videre til universitet i København. I 1760 fik han sin attestats (eksamen).
En kort tid var han hjemme for at hjælpe sin far, men var derefter i henved 5 år skolelærer i Horsens. I 1767 kom han atter til København og var i 6 år huslærer hos P.F. Suhm for dennes eneste søn. Mens han boede i Suhms hus, skrev han som besvarelse af prisopgaverne fra "Selskabet til de skjønne Videnskabers Fremme" lovtaler om Absalon og Knud den Store. De vandt begge prisen og blev trykt i selskabets udgivelse «Forsøg», 8. og 9. stykke (1770 og 1771). Til den første opgave havde han C.F. Jacobi som konkurrent. I 1773 blev han udnævnt til sognepræst på Frederiksberg, men blev i 1777 forflyttet derfra til sognekaldet ved Helligåndskirken i København.
Peder Vogelius blev året efter at være blevet præst, gift med sin barndomslærers søster Hedvig Høegh-Guldberg (1741-1821) den 6. maj 1774 i Christiansborg Slotskirke. En af deres døtre var gift med rektor N.L. Nissen. 